# Erik Mykland
Erik Mykland (Risør, 1971. július 21. –) norvég labdarúgó.

## Karrierje

### IK Start
Miután fél szezont játszott a Byrne FK csapatánál, a jóval nagyobb nevű IK Start játékosa lett. Átigazolásának díja 60 000 korona volt. Első meccsét a Moss ellen játszotta.
1990-ben Mykland az év középpályása lett, és bemutatkozhatott a válogatottban is. 1991-ben a Start már harmadik volt, többek között kiütötte a Vikinget (4–1) és a Rosenborgot is (5–1).
Egy U21-es meccsen, ahol Norvégia 6–0-ra győzte le Olaszországot, a meccs legjobbjának választották.

### Külföldön
Először 1995-ben játszott külföldön, a Groningennél, kölcsönben. Ezt követően, miután a Start kiesett az első osztályból, az osztrák FC Linzhez szerződött (ez ma már beolvadt a LASK Linzbe). Ugyanebben az évben Thomas Robsahm dokumentumfilmet készített róla Myggen néven, amelyben egy szezonját kísérhetjük figyelemmel.
1997-ben a Panathinaikoszzhoz igazolt, itt azonban semmilyen címet nem sikerült szereznie. Egy szezon után, melyet a TSV 1860 Münchennél töltött, 2002 telén a dán FC København játékosa lett. A németektől egyébként egy edzővel történt összetűzés miatt kellett távoznia.
2004-ben, 33 évesen, sérülései miatt visszavonult. Ezek miatt egyébként visszavonulása előtt csaknem egy évet kellett kihagynia.

### Visszatérés
2008. július 9-én Mykland bejelentette visszatérését, korábbi klubja, az IK Start színeiben. Ez év szeptemberében kokainbirtoklás és használat miatt eltiltották. Mivel mindössze 10 meccset játszott a Startnál, úgy döntött, visszavonul. Nem sokkal később azonban megváltoztatta döntését, és a harmadosztályban szereplő Drammen FK játékosa lett.

### Válogatott
A válogatottban 1990. november 7-én, egy Tunéziai barátságos meccs alkalmával szerepelhetett először.
Három világversenyen, az 1994-es és az 1998-as vb-n, valamint a 2000-es Eb-n képviselhette csapatát.